# Yan Gong (director)
En una onomàstica xinesa Yan es el cognom i Gong el prenom.
Yan Gong (xinès simplificat: 严恭) (Nanjing, 1914 - 2010) va ser un dramaturg, guionista i director de cinema xinès.

## Biografia
Yan Gong de nom real Chen Baorun, va néixer en una família de comerciants d'antiguitats, el 19 de gener de 1914 a Nanjing, província de Jiangsu a la Xina de finals de la dinastia Qing. Abans d'iniciar la seva carrera en el cinema va treballar en diverses activitats, com a aprenent en una botiga d'arròs, com a repartidor en la Nanjing Telegraph Bureau i el 1933 com a tècnic estadístic al Departament d'Agricultura del Comitè de Recursos de la Comissió de Defensa Nacional. Va començar les activitats artístiques en el mon del teatre, primer a la Federació Dramàtica d'Esquerres de Nanjing i després el 1936, va incorporar-se a la companyia de teatre experimental de l'Associació de dramaturgs amateurs de Shanghai pel clandestí Partit Comunista de la Xina i es va dedicar al moviment teatral revolucionari. Va ser quan va començar a ocultar la seva identitat i a utilitzar el nom de Yan Gong.
Carrera cinematogràfica
Yan Gong va començar la seva carrera com a director el 1948 quan el guionista Yang Hansheng va proposar a la productora Kunlun Film l'adaptació al cinema del manhua de San Mao dibuixat per Zhang Leping. Un cop passat el guió per la censura del Guomindang es va començar a rodar el 1948 amb la direcció de Yan Gong i de Zhao Ming, però no es va poder acabar fins a la instauració de la República Popular el 1949, amb el títol de 三毛流浪記, que s'ha traduït a l'anglès de formes diverses: Wanderings of the Three-Hairs the Orphan, The Adventures of San Mao, A Orphan on the Streets, The Winter of Three-Hairs, The Adventures of San Mao the Walf. La pel·lícula va guanyar el Premi del Jurat al 12è Festival Internacional de Cinema de Figueira da Foz, a Portugal i el 14è Premi Internacional Sophoni de la Joventut a Itàlia.
A partir de 1950 va dirigir un nombre important de pel·lícules de temàtiques molt diverses, des de comèdies familiars, temes patriòtics, i films infantils com 祖国的花朵 (Flowers of Our Motherland). Va treballar per estudis com Nanjing Film Studio, Guangxi Film Studio i Changchun Film. Més tard també va dirigir algunes sèries per televisió.
Va morir a Nanjing el 4 de juliol de 2010.

## Filmografia
| Any  | Títol xinès  | Títol anglès                     |
| 1949 | 三毛流浪記   | The Adventures of San Mao        |
| 1950 | 卫国保家     | The Defense of the Homeland      |
| 1954 | 结婚         | Marry                            |
| 1955 | 祖国的花朵   | Flowers of Our Motherland        |
| 1955 | 罗小林的决心 | The Determination of Luo Xiaolin |
| 1957 | 青春的脚步   | The Footprints of Youth          |
| 1958 | 并肩前进     | Advance Shoulder to Shoulder     |
| 1958 | 帅旗飘飘     | The Flying of A Commander Flag   |
| 1959 | 朝霞         | Rosy Dawn                        |
| 1962 | 炉火正红     |                                  |
| 1963 | 满意不满意   |                                  |
| 1974 | 钢铁巨人     | A Steel Giant                    |
| 1982 | 月到中秋     | Mid-Autumn Festival              |
| 1989 | 逢凶化吉     | Turn Ill Luck Into Good          |
| 1992 | 满江红       |                                  |